# Віслічка
Віслічка (пол. Wiśliczka) — село в Польщі, у гміні Олькуш Олькуського повіту Малопольського воєводства.